# Zdenčec
Zdenčec är en ort i Kroatien.   Den ligger i länet Bjelovar-Bilogoras län, i den nordöstra delen av landet, 50 km öster om huvudstaden Zagreb. Zdenčec ligger 115 meter över havet och antalet invånare är 130.
Terrängen runt Zdenčec är platt. Runt Zdenčec är det ganska glesbefolkat, med 27 invånare per kvadratkilometer. Närmaste större samhälle är Bjelovar, 16,0 km nordost om Zdenčec. I omgivningarna runt Zdenčec växer i huvudsak lövfällande lövskog.